# Kabinett De Gasperi III
Das Kabinett De Gasperi III regierte Italien vom 2. Februar 1947 bis zum 1. Juni 1947. Davor regierte das Kabinett De Gasperi II, danach das Kabinett De Gasperi IV. Die Regierung von Ministerpräsident Alcide De Gasperi wurde von folgenden Parteien in der Verfassunggebenden Versammlung getragen:
- Democrazia Cristiana (DC)
- Partito Comunista Italiano (PCI)
- Partito Socialista Italiano (PSI)

Das Kabinett De Gasperi III blieb nur wenige Monate im Amt. Obwohl Italien am 10. Februar 1947 den Pariser Friedensvertrag unterzeichnete, danach die alliierten Besatzungstruppen abzogen und das Land formell wieder souverän wurde, musste die Regierung Anfang Juni zurücktreten, weil die Vereinigten Staaten den Ausschluss von Kommunisten und Sozialisten aus der Regierung forderten.

## Minister
| Ministerien          | Name              | Partei |
| -------------------- | ----------------- | ------ |
| Ministerpräsident    | Alcide De Gasperi | DC     |
| Äußeres              | Carlo Sforza      | PRI    |
| Inneres              | Mario Scelba      | DC     |
| Justiz               | Fausto Gullo      | PCI    |
| Verteidigung         | Luigi Gasparotto  | PDL    |
| Finanzen und Schatz  | Pietro Campilli   | DC     |
| Landwirtschaft       | Antonio Segni     | DC     |
| Öffentliche Arbeiten | Emilio Sereni     | PCI    |
| Verkehr              | Giacomo Ferrari   | PCI    |
| Industrie            | Rodolfo Morandi   | PSI    |
| Außenhandel          | Ezio Vanoni       | DC     |
| Post                 | Luigi Cacciatore  | PSI    |
| Arbeit und Soziales  | Giuseppe Romita   | PSI    |
| Bildung              | Guido Gonella     | DC     |
| Handelsmarine        | Salvatore Aldisio | DC     |
| Italienisches Afrika | Alcide De Gasperi | DC     |

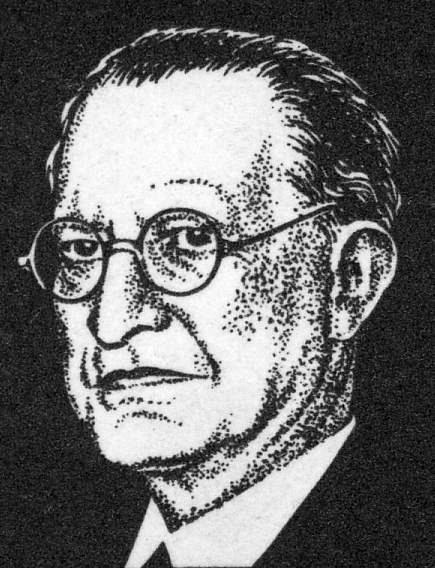
Alcide De Gasperi

Etliche Minister gehörten bereits dem Vorgängerkabinett an. Sforza (Äußeres) und Gasparotto (Verteidigung) gehörten Parteien an, die nicht offiziell an der Regierungskoalition beteiligt waren.